# Brasserie André Van Hole
Brasserie André Van Hole is een voormalige bierbrouwerij in de Belgische stad Ronse.

## Geschiedenis
De brouwerij Brasserie André Van Hole werd vernoemd naar de naam van de eigenaar André Van Hole (1881-1968). Voordien ook genoemd Brasserie De La Gare en werd toen geleid samen met zijn eerste huwelijk Antoinette Philomène Ridez. Zijn vader André Louis (1850-1920) en moeder Sylvie Marthe Gertrude Blyau (1852-1913) waren ook bierbrouwers. Daarvoor waren zijn grootouders van vaderskant André Henri en Augustine Lequenne ook brouwers en de grondleggers van de brouwerij. Toen werd de brouwerij gekend als Brasserie Van Holé & Lequenne. De brouwerij was voornamelijk actief tot de Duitse bezetter in de Eerste Wereldoorlog het koper opeiste. Zij was gelegen in de Aatstraat te Ronse nabij een viaduct.

## Bieren
- Dubbel blond Van Hole
- Dubbel bruin Van Hole
- Oudenbrau